# Distretto di Mansa (India)
Il distretto di Mansa è un distretto del Punjab, in India, di 688 630 abitanti. È situato nella divisione di Faridkot e il suo capoluogo è Mansa.